# 麻賀多神社 (酒々井町酒々井)
麻賀多神社（まかたじんじゃ）は、千葉県印旛郡酒々井町酒々井にある神社。旧社格は無社格。
成田市台方にある麻賀多神社が本宮である。

## 祭神
主祭神
- 和久産巣日神

合祀神
- 火之迦具土神
- 少彦名神
- 天香香背男
- 水波能売命

## 由緒
麻賀多神社の境内地は、街道を迂回させ、鎮守の森として厳島と呼ばれる丘陵地にある。社伝によると、酒々井の地は冷泉天皇の天喜年間（1053年）に発祥した集落で、麻賀多神社はこのとき創建した。長禄元年（1457年）、千葉輔胤が近隣に本佐倉城を築城すると、城主の千葉氏や城地の鎮護の神として崇敬を厚くした。
明治後期、近代教育を急務とする酒々井町は、尋常小学校の開設に際し、新堀古道まで境内を半減することを懇願した。氏子一同は、後世のためこぞって賛成した。

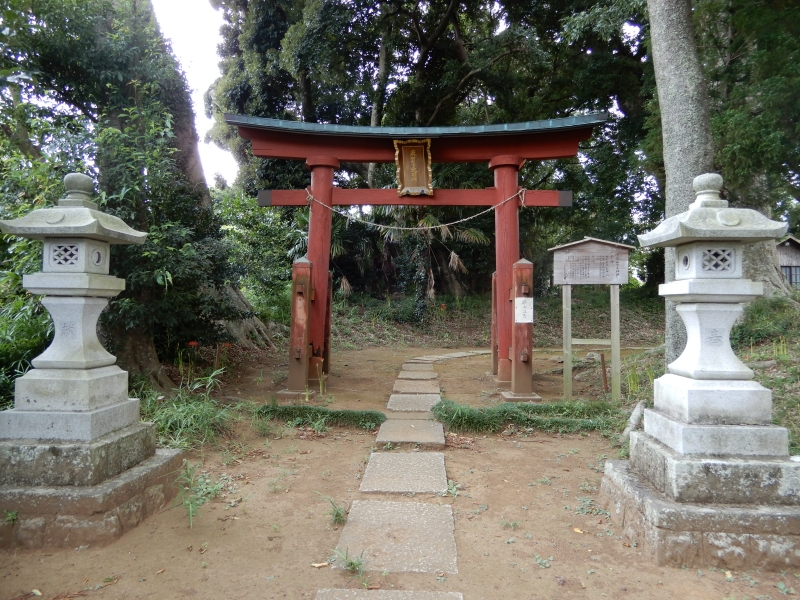
鳥居
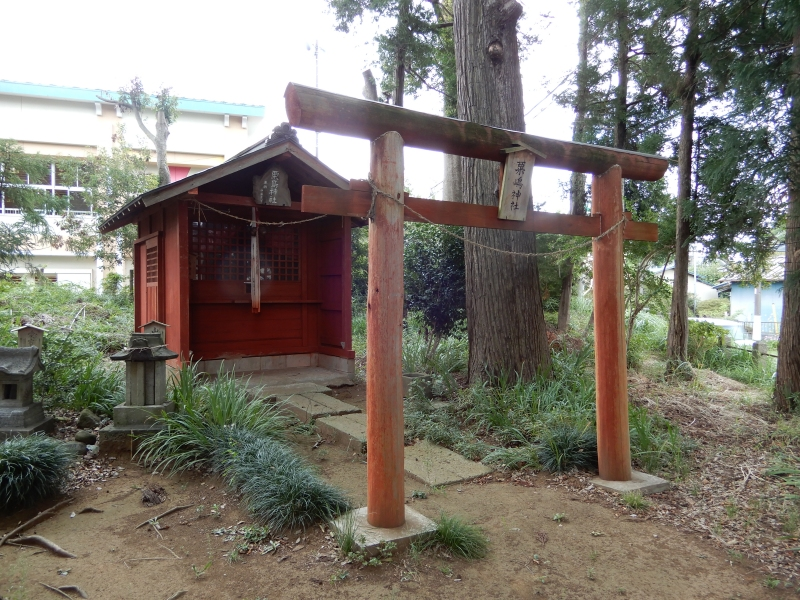
粟嶋神社
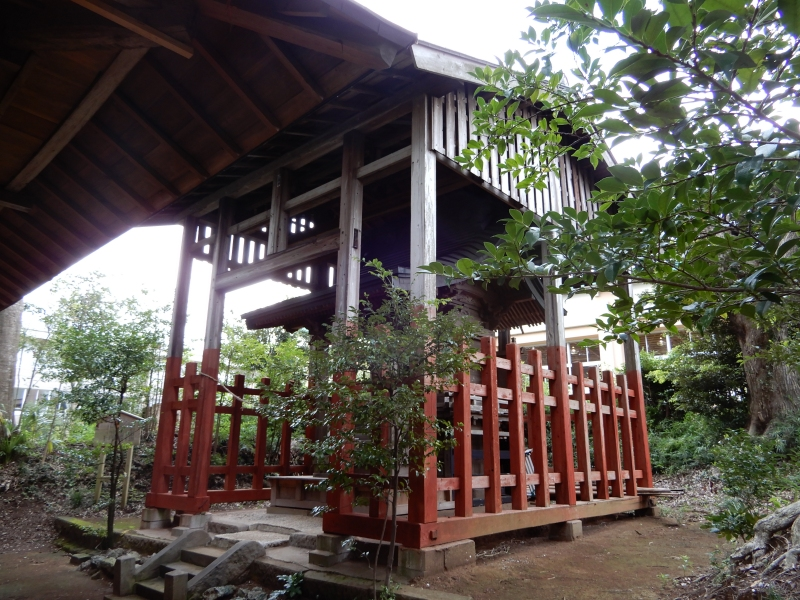
本殿

## 境内社
妙見・粟島・愛宕・水神・古峰・御嶽・大杉・山王・白旗・天神の十社を合祀